# هوپ لانگ
 هوپ لانگ (انگلیسی: Hope Lange؛ ۲۸ نوامبر ۱۹۳۳ – ۱۹ دسامبر ۲۰۰۳) بازیگر سینما، تئاتر و تلویزیون اهل ایالات متحده آمریکا بود. او برای ایفای نقش سلنا کراس در فیلم پیتون پلیس (۱۹۵۷) نامزد جوایز گلدن گلوب بهترین بازیگر نقش مکمل زن و اسکار بهترین بازیگر نقش مکمل زن شد. او در سال‌های ۱۹۶۹ و ۱۹۷۰، دو بار برای بازی در نقش کارولین مویر در مجموعه تلویزیونی روح و خانم میور برنده جایزه امی ساعات پربیننده برای بهترین بازیگر زن در مجموعه تلویزیونی کمدی شد.
از فیلم‌‌ها یا برنامه‌های تلویزیونی که لانگ در آن نقش داشته است می‌توان به مخمل آبی، واضح و خطر موجود، آهنگ در فردا و قصر لذت اشاره کرد.

## گزیده فیلم‌شناسی

### سینما
- ایستگاه اتوبوس (۱۹۵۶)
- پیتون پلیس (۱۹۵۷)
- داستان واقعی جسی جیمز (۱۹۵۷)
- در عشق و جنگ (۱۹۵۸)
- شیرهای جوان (۱۹۵۸)
- وحشی در دهکده (۱۹۶۱)
- معجزه سیب (۱۹۶۱)
- عشق یک توپه (۱۹۶۳)
- جیگساو (۱۹۶۸)
- دوستت دارم... خدانگهدار (۱۹۷۴)
- آرزوی مرگ (۱۹۷۴)
- ولگرد (۱۹۸۳)
- من همان پنیرم (۱۹۸۳)
- کابوس در خیابان الم ۲: انتقام فردی (۱۹۸۵)

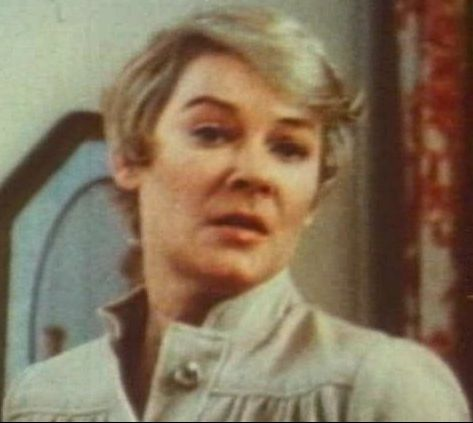
لانگ در صحنه‌ای از فیلم آرزوی مرگ (۱۹۷۴)

- مخمل آبی (۱۹۸۶)
- آهنگ در فردا (۱۹۹۰)
- خطر آشکار (۱۹۹۴)
- انگیزه عدالت (۱۹۹۵)

### تلویزیون
- فراری (۱۹۶۳)
- قایق عشق (۱۹۶۶)
- روح و خانم میور (۱۹۶۸-۱۹۷۰)
- قصر لذت (۱۹۸۰)
- او نوشت: قتل (۱۹۹۳-۱۹۸۷)